# Cleveland (Texas)
Pour les articles homonymes, voir Cleveland (homonymie).
La ville de Cleveland est située dans le comté de Liberty, dans l’État du Texas, aux États-Unis. Sa population s’élevait à 7 675 habitants lors du recensement de 2010, estimée à 8 127 habitants en 2016.

## Galerie photographique

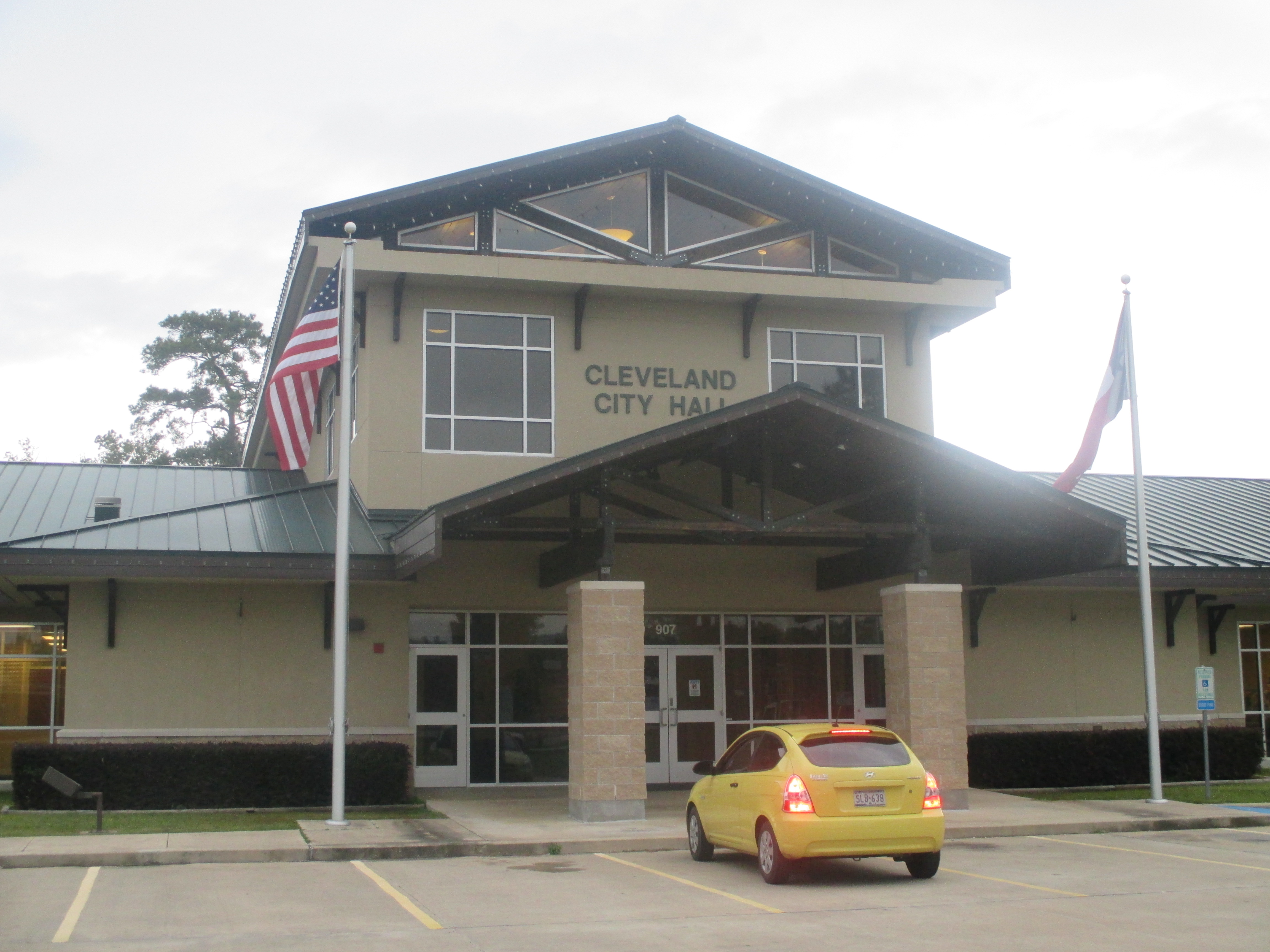
L’hôtel de ville de Cleveland en 2013.
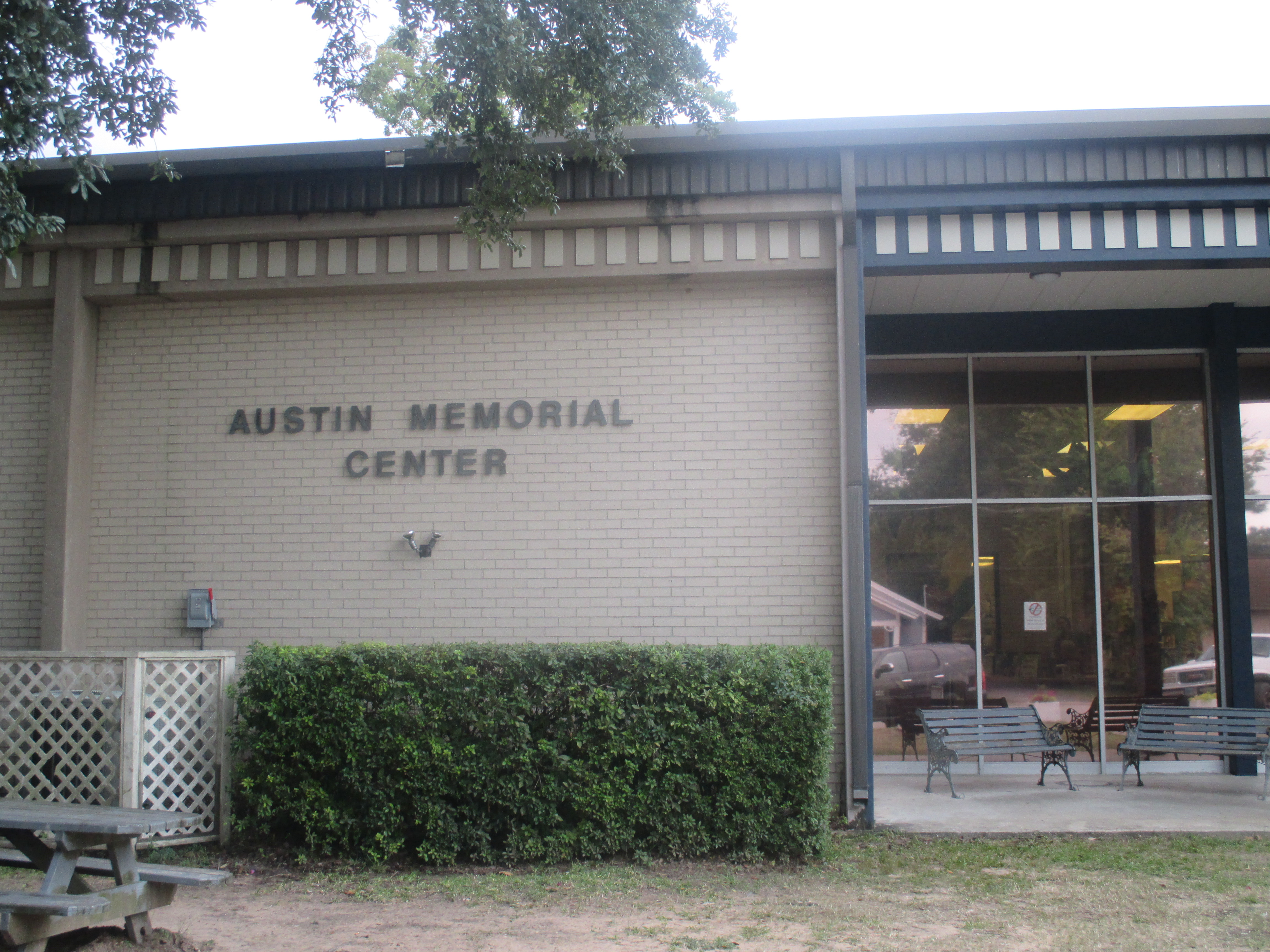
La bibliothèque de Cleveland.

## Source
- (en) Cet article est partiellement ou en totalité issu de l’article de Wikipédia en anglais intitulé « Cleveland, Texas » (voir la liste des auteurs).